# Eilanderbalg
De Eilanderbalg is een zeegat tussen Schiermonnikoog en Simonszand in het Nederlandse deel van de Waddenzee.